# Episodi di Holby City (quarta stagione)
La quarta stagione della serie televisiva Holby City è stata trasmessa in anteprima nel Regno Unito da BBC One tra il 9 ottobre 2001 e il 1º ottobre 2002.
| nº | Titolo originale           | Titolo italiano | Prima TV UK       | Prima TV Italia |
| -- | -------------------------- | --------------- | ----------------- | --------------- |
| 1  | Rogue Males                |                 | 9 ottobre 2001    |                 |
| 2  | Ghosts                     |                 | 16 ottobre 2001   |                 |
| 3  | Men Are from Mars          |                 | 23 ottobre 2001   |                 |
| 4  | Things Can Only Get Better |                 | 30 ottobre 2001   |                 |
| 5  | Reflected Truth            |                 | 6 novembre 2001   |                 |
| 6  | Starting Over              |                 | 13 novembre 2001  |                 |
| 7  | Mother Knows Best          |                 | 20 novembre 2001  |                 |
| 8  | Forgiveness of Sins        |                 | 27 novembre 2001  |                 |
| 9  | Woman in the Dark          |                 | 4 dicembre 2001   |                 |
| 10 | Care                       |                 | 11 dicembre 2001  |                 |
| 11 | It's a Family Affair       |                 | 18 dicembre 2001  |                 |
| 12 | 'Twas the Night...         |                 | 23 dicembre 2001  |                 |
| 13 | Shadow of a Doubt (Part 1) |                 | 31 dicembre 2001  |                 |
| 14 | Shadow of a Doubt (Part 2) |                 | 8 gennaio 2002    |                 |
| 15 | Trust                      |                 | 15 gennaio 2002   |                 |
| 16 | Hello Goodbye              |                 | 22 gennaio 2002   |                 |
| 17 | Life Goes On               |                 | 29 gennaio 2002   |                 |
| 18 | All My Sins                |                 | 5 febbraio 2002   |                 |
| 19 | Secrets and Lies           |                 | 12 febbraio 2002  |                 |
| 20 | The Love That Binds        |                 | 19 febbraio 2002  |                 |
| 21 | Choose Life                |                 | 26 febbraio 2002  |                 |
| 22 | To Have and Have Not       |                 | 5 marzo 2002      |                 |
| 23 | Fathers and Sons           |                 | 12 marzo 2002     |                 |
| 24 | Cruel to Be Kind           |                 | 19 marzo 2002     |                 |
| 25 | Gamblers                   |                 | 26 marzo 2002     |                 |
| 26 | Birthday                   |                 | 2 aprile 2002     |                 |
| 27 | Change of Heart            |                 | 9 aprile 2002     |                 |
| 28 | We Band of Brothers        |                 | 16 aprile 2002    |                 |
| 29 | Letting Go                 |                 | 23 aprile 2002    |                 |
| 30 | Second Chances             |                 | 30 aprile 2002    |                 |
| 31 | Hearts and Minds           |                 | 7 maggio 2002     |                 |
| 32 | Lives Worth Living         |                 | 14 maggio 2002    |                 |
| 33 | Touch and Go               |                 | 21 maggio 2002    |                 |
| 34 | Coming Home                |                 | 28 maggio 2002    |                 |
| 35 | Sweet Love Remembered      |                 | 4 giugno 2002     |                 |
| 36 | Calculated Risks           |                 | 11 giugno 2002    |                 |
| 37 | Taking Cover               |                 | 18 giugno 2002    |                 |
| 38 | Love and Devotion          |                 | 25 giugno 2002    |                 |
| 39 | High Risk                  |                 | 2 luglio 2002     |                 |
| 40 | Winner Takes It All        |                 | 9 luglio 2002     |                 |
| 41 | From This Moment On        |                 | 16 luglio 2002    |                 |
| 42 | Design for Living          |                 | 23 luglio 2002    |                 |
| 43 | Judas Kiss (Part 1)        |                 | 1º agosto 2002    |                 |
| 44 | Judas Kiss (Part 2)        |                 | 6 agosto 2002     |                 |
| 45 | New Hearts, Old Scores     |                 | 13 agosto 2002    |                 |
| 46 | Pawns in the Game          |                 | 20 agosto 2002    |                 |
| 47 | A Second Chance            |                 | 21 agosto 2002    |                 |
| 48 | The Private Sector         |                 | 3 settembre 2002  |                 |
| 49 | Ghosts                     |                 | 10 settembre 2002 |                 |
| 50 | Pills and Frills           |                 | 17 settembre 2002 |                 |
| 51 | Last Chances               |                 | 24 settembre 2002 |                 |
| 52 | Torn                       |                 | 1º ottobre 2002   |                 |